# Aghil Kaabi
Aghil Kaabi (tiếng Ba Tư: عقیل کعبی) là một hậu vệ bóng đá người Iran hiện tại thi đấu cho câu lạc bộ Iran Esteghlal Khuzestan ở Persian Gulf Pro League.

## Sự nghiệp câu lạc bộ
Kaabi gia nhập Foolad Novin vào mùa hè năm 2013 từ Naft Ahvaz. Anh là một phần của Foolad Novin trong việc lên chơi tại Hạng Nhất năm 2014 và Pro League năm 2015. Anh gia nhập Esteghlal Khuzestan vào mùa hè năm 2015 với bản hợp đồng đến năm 2018. anh ra mắt cho Esteghlal Khuzestan ngày 14 tháng 8 năm 2015 ở Ahvaz Derby trước Foolad với tư cách đá chính.

## Thống kê sự nghiệp câu lạc bộ
Tính đến 25 tháng 12 năm 2017.
| Câu lạc bộ          | Hạng đấu            | Mùa giải            | Giải vô địch | Giải vô địch | Cúp Hazfi | Cúp Hazfi | Châu Á  | Châu Á    | Tổng    | Tổng      |
| Câu lạc bộ          | Hạng đấu            | Mùa giải            | Số trận      | Bàn thắng    | Số trận   | Bàn thắng | Số trận | Bàn thắng | Số trận | Bàn thắng |
| ------------------- | ------------------- | ------------------- | ------------ | ------------ | --------- | --------- | ------- | --------- | ------- | --------- |
| Foolad Novin        | Hạng đấu 2          | 2013–14             | 21           | 1            | 1         | 0         | –       | –         | 22      | 1         |
| Foolad Novin        | Hạng đấu 1          | 2014–15             | 19           | 1            | 1         | 0         | –       | –         | 20      | 1         |
| Esteghlal Khuzestan | Pro League          | 2015–16             | 13           | 0            | 1         | 0         | –       | –         | 14      | 1         |
| Esteghlal Khuzestan | Pro League          | 2016-17             | 26           | 1            | 1         | 0         | 7       | 0         | 34      | 0         |
| Esteghlal Khuzestan | Pro League          | 2017-18             | 15           | 0            | 2         | 0         | –       | –         | 17      | 0         |
| Tổng cộng sự nghiệp | Tổng cộng sự nghiệp | Tổng cộng sự nghiệp | 44           | 3            | 6         | 0         | 7       | 0         | 57      | 3         |

## Danh hiệu

### Câu lạc bộ
Foolad Novin
- Azadegan League (1): 2014–15

Esteghlal Khuzestan
- Iran Pro League (1): 2015–16
- Á quân Siêu cúp bóng đá Iran: 2016